# Meservey
Meservey város az USA Iowa államában, Cerro Gordo megyében. Lakosainak száma 222 fő (2020. április 1.).

## Népesség
A település népességének változása:

| 2010 | 256 |
| 2020 | 222 |